# Historique de la draft des Pistons de Détroit
Le tableau suivant établit l'historique des sélections de la draft des Pistons de Détroit, au sein de la National Basketball Association (NBA) depuis 1948. 

## Légende
|  | Joueur intronisé au Basketball Hall of Fame          |
|  | Joueur sélectionné en premier choix lors de sa draft |
|  | Joueur ayant participé au NBA All-Star Game          |

## Pistons de Détroit (1957-)

Cade Cunningham, sélectionné en 2021.

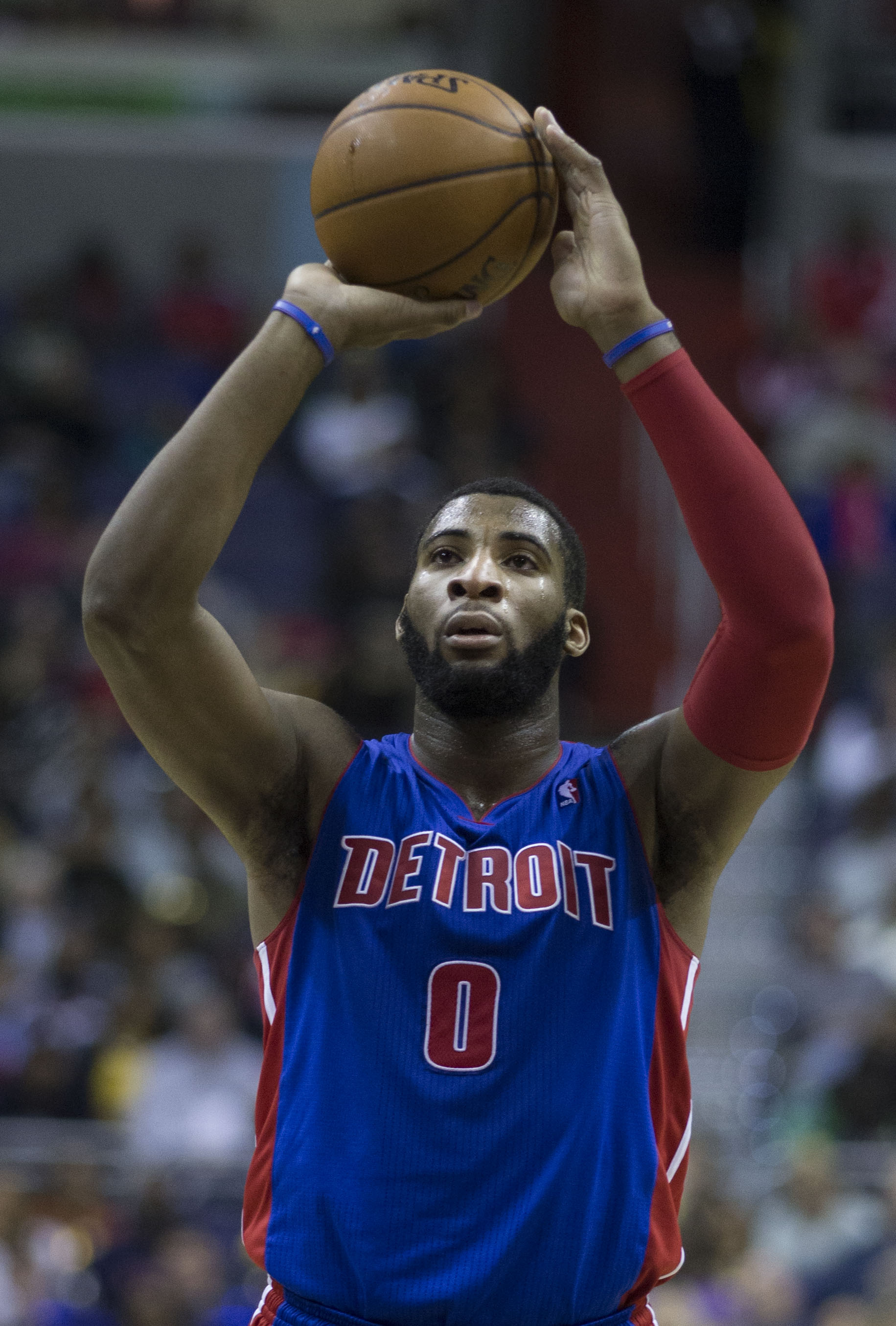
Andre Drummond, sélectionné en 2012.

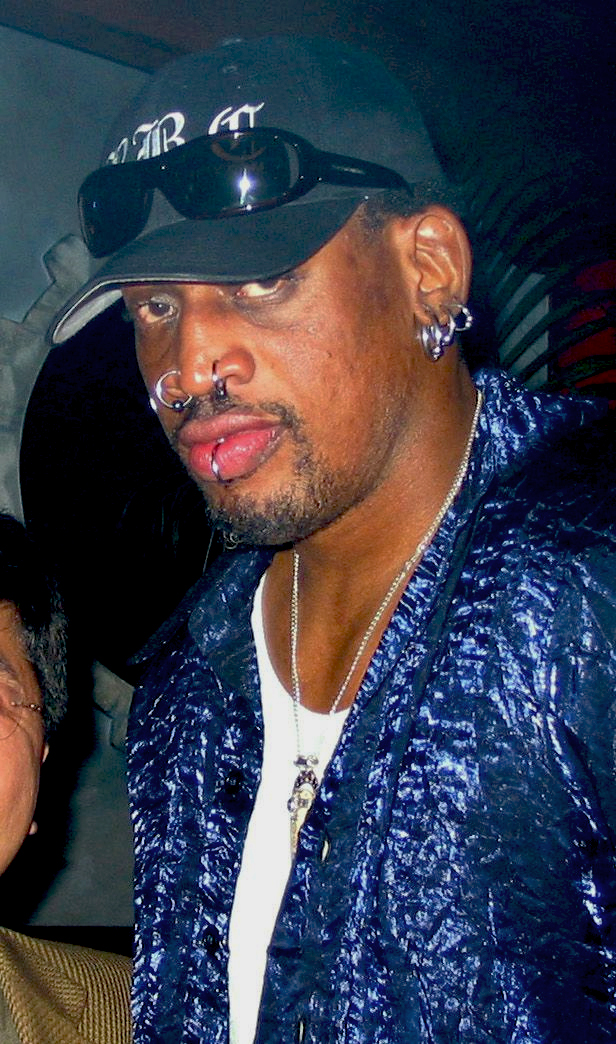
Dennis Rodman, sélectionné en 1986.

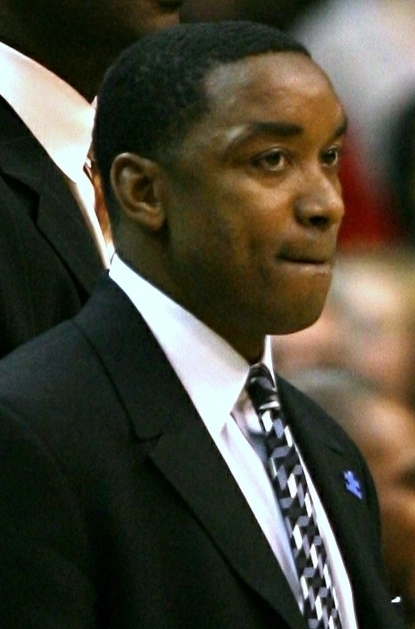
Isiah Thomas, sélectionné en 1981.

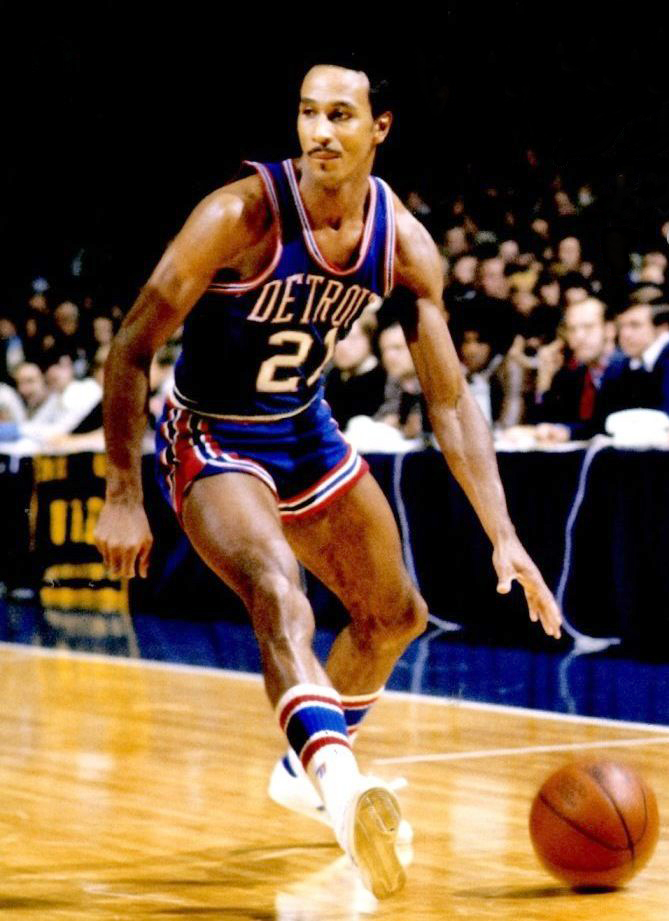
Dave Bing, sélectionné en 1966.

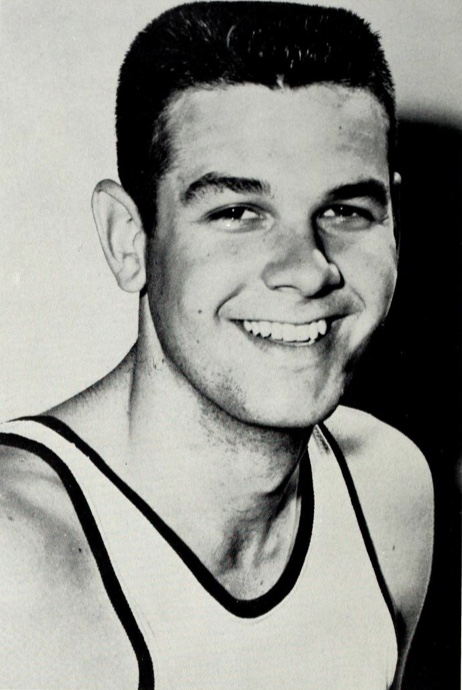
Bailey Howell, sélectionné en 1959.

| Année | Tour             | Choix            | Nom du joueur             | Provenance                    |
| ----- | ---------------- | ---------------- | ------------------------- | ----------------------------- |
| 2024  | 1                | 5                | Ron Holland               | NBA G League Ignite           |
| 2024  | 2                | 53               | Cam Spencer               | Huskies du Connecticut        |
| 2023  | 1                | 5                | Ausar Thompson            | City Reapers (Overtime Elite) |
| 2023  | 2                | 31               | James Nnaji               | FC Barcelone (Espagne)        |
| 2022  | 1                | 5                | Jaden Ivey                | Purdue                        |
| 2022  | 2                | 46               | Ismaël Kamagate           | Paris Basketball (France)     |
| 2021  | 1                | 1                | Cade Cunningham           | Oklahoma State                |
| 2021  | 2                | 37               | JT Thor                   | Auburn                        |
| 2021  | 2                | 42               | Isaiah Livers             | Michigan                      |
| 2021  | 2                | 52               | Luka Garza                | Iowa                          |
| 2020  | 1                | 7                | Killian Hayes             | ratiopharm Ulm (Allemagne)    |
| 2019  | 1                | 15               | Sekou Doumbouya           | Limoges CSP (France)          |
| 2019  | 2                | 45               | Isaiah Roby               | Nebraska                      |
| 2018  | 2                | 38               | Khyri Thomas              | Creighton                     |
| 2018  | 2                | 42               | Bruce Brown               | Miami                         |
| 2017  | 1                | 12               | Luke Kennard              | Duke                          |
| 2016  | 1                | 18               | Henry Ellenson            | Marquette                     |
| 2016  | 2                | 49               | Michael Gbinije           | Syracuse                      |
| 2015  | 1                | 8                | Stanley Johnson           | Arizona                       |
| 2015  | 2                | 38               | Darrun Hilliard           | Villanova                     |
| 2014  | 2                | 38               | Spencer Dinwiddie         | Colorado                      |
| 2013  | 1                | 8                | Kentavious Caldwell-Pope  | Georgia                       |
| 2013  | 2                | 37               | Tony Mitchell             | North Texas                   |
| 2013  | 2                | 56               | Peyton Siva               | Louisville                    |
| 2012  | 1                | 9                | Andre Drummond            | Connecticut                   |
| 2012  | 2                | 39               | Khris Middleton           | Texas A&M                     |
| 2012  | 2                | 44               | Kim English               | Missouri                      |
| 2011  | 1                | 8                | Brandon Knight            | Kentucky                      |
| 2011  | 2                | 33               | Kyle Singler              | Duke                          |
| 2011  | 2                | 52               | Vernon Macklin            | Florida                       |
| 2010  | 1                | 7                | Greg Monroe               | Georgetown                    |
| 2010  | 2                | 35               | Terrico White             | Mississippi                   |
| 2009  | 1                | 15               | Austin Daye               | Gonzaga                       |
| 2009  | 2                | 35               | DaJuan Summers            | Georgetown                    |
| 2009  | 2                | 39               | Jonas Jerebko             | Angelico Biella (Italie)      |
| 2009  | 2                | 44               | Chase Budinger            | Arizona                       |
| 2008  | 1                | 29               | D. J. White               | Indiana                       |
| 2008  | 2                | 59               | Deron Washington          | Virginia Tech                 |
| 2007  | 1                | 15               | Rodney Stuckey            | Eastern Washington            |
| 2007  | 1                | 27               | Arron Afflalo             | UCLA                          |
| 2007  | 2                | 57               | Samuel Mejia              | DePaul                        |
| 2006  | 2                | 60               | Will Blalock              | Iowa State                    |
| 2005  | 1                | 26               | Jason Maxiell             | Cincinnati                    |
| 2005  | 2                | 56               | Amir Johnson              | Westchester HS, Los Angeles   |
| 2005  | 2                | 60               | Alex Acker                | Pepperdine                    |
| 2004  | 2                | 54               | Rickey Paulding           | Missouri                      |
| 2003  | 1                | 2                | Darko Miličić             | Hemofarm Vršac                |
| 2003  | 1                | 25               | Carlos Delfino            | Skipper Bologna (Italie)      |
| 2003  | 2                | 58               | Andreas Glyniadakis       | AEK Athens (Grèce)            |
| 2003  | 1                | 23               | Tayshaun Prince           | Kentucky                      |
| 2001  | 1                | 9                | Rodney White              | Charlotte                     |
| 2001  | 2                | 37               | Mehmet Okur               | Efes Pilsen (Turquie)         |
| 2000  | 1                | 14               | Mateen Cleaves            | Michigan State                |
| 2000  | 2                | 44               | Brian Cardinal            | Purdue                        |
| 1999  | 2                | 54               | Melvin Levett             | Cincinnati                    |
| 1998  | 1                | 11               | Bonzi Wells               | Ball State                    |
| 1998  | 2                | 40               | Korleone Young            | Hargrave Military Academy     |
| 1997  | 1                | 19               | Scot Pollard              | Kansas                        |
| 1997  | 2                | 31               | Charles O'Bannon          | UCLA                          |
| 1996  | 1                | 26               | Jerome Williams           | Georgetown                    |
| 1995  | 1                | 18               | Theo Ratliff              | Wyoming                       |
| 1995  | 1                | 19               | Randolph Childress        | Wake Forest                   |
| 1995  | 2                | 30               | Lou Roe                   | Massachusetts                 |
| 1995  | 2                | 58               | Don Reid                  | Georgetown                    |
| 1994  | 1                | 3                | Grant Hill                | Duke                          |
| 1994  | 2                | 48               | Jevon Crudup              | Missouri                      |
| 1993  | 1                | 10               | Lindsey Hunter            | Jackson State                 |
| 1993  | 1                | 11               | Allan Houston             | Tennessee                     |
| 1992  | 1                | 19               | Don MacLean               | UCLA                          |
| 1991  | 2                | 40               | Doug Overton              | La Salle                      |
| 1990  | 1                | 26               | Lance Blanks              | Texas                         |
| 1989  | 1                | 27               | Kenny Battle              | Illinois                      |
| 1988  | 2                | 30               | Fennis Dembo              | Wyoming                       |
| 1988  | 2                | 48               | Micheal Williams          | Baylor                        |
| 1988  | 3                | 72               | Lee Johnson               | Norfolk State                 |
| 1987  | 2                | 24               | Freddie Banks (en)        | UNLV                          |
| 1987  | 3                | 65               | Eric White                | Pepperdine                    |
| 1987  | 4                | 88               | Dave Popson (en)          | North Carolina                |
| 1987  | 5                | 111              | Gerry Wright (en)         | Iowa                          |
| 1987  | 6                | 134              | Antoine Joubert (en)      | Michigan                      |
| 1987  | 7                | 157              | Mark Gottfried (en)       | Alabama                       |
| 1986  | 1                | 11               | John Salley               | Georgia Tech                  |
| 1986  | 2                | 27               | Dennis Rodman             | Southeastern Oklahoma         |
| 1986  | 4                | 86               | Chauncey Robinson (en)    | Mississippi State             |
| 1986  | 5                | 109              | Clarence Hanley (en)      | Old Dominion                  |
| 1986  | 6                | 132              | Greg Grant                | Utah State                    |
| 1986  | 7                | 155              | Larry Polec (en)          | Michigan State                |
| 1985  | 1                | 18               | Joe Dumars                | McNeese State                 |
| 1985  | 3                | 60               | Andre Goode (en)          | Northwestern                  |
| 1985  | 3                | 64               | Richie Johnson (en)       | Evansville                    |
| 1985  | 4                | 87               | Spud Webb                 | North Carolina State          |
| 1985  | 5                | 110              | Mike Lahm (en)            | Murray State                  |
| 1985  | 6                | 133              | Vincent Giles (en)        | Eastern Michigan              |
| 1985  | 7                | 156              | Frank James (en)          | UNLV                          |
| 1984  | 1                | 20               | Tony Campbell             | Ohio State                    |
| 1984  | 2                | 32               | Eric Turner (en)          | Michigan                      |
| 1984  | 3                | 66               | Kevin Springman (en)      | Saint Joseph's                |
| 1984  | 4                | 89               | Phillip Smith (en)        | New Mexico                    |
| 1984  | 5                | 112              | Rick Doyle (en)           | UTSA                          |
| 1984  | 6                | 135              | Rennie Bailey (en)        | Louisiana Tech                |
| 1984  | 7                | 158              | Barry Francisco (en)      | Bloomsburg                    |
| 1984  | 8                | 181              | Dale Roberts (en)         | Appalachian State             |
| 1984  | 9                | 203              | Ben Tower (en)            | Michigan State                |
| 1984  | 10               | 225              | Dan Pelekoudas (en)       | Michigan                      |
| 1983  | 1                | 8                | Antoine Carr              | Wichita State                 |
| 1983  | 3                | 55               | Erich Santifer (en)       | Syracuse                      |
| 1983  | 4                | 78               | Steve Bouchie (en)        | Indiana                       |
| 1983  | 5                | 101              | Ken Austin (en)           | Rice                          |
| 1983  | 6                | 124              | Derek Perry (en)          | Michigan State                |
| 1983  | 7                | 147              | Rob Gonzalez (en)         | Colorado                      |
| 1983  | 8                | 170              | George Wenzel (en)        | Augustana                     |
| 1983  | 9                | 192              | Marlow McLain (en)        | Eastern Michigan              |
| 1983  | 10               | 213              | Ike Person (en)           | Michigan                      |
| 1982  | 1                | 9                | Cliff Levingston          | Wichita State                 |
| 1982  | 1                | 18               | Ricky Pierce              | Rice                          |
| 1982  | 4                | 78               | Walker Russell            | Western Michigan              |
| 1982  | 5                | 101              | John Ebeling (en)         | Florida Southern              |
| 1982  | 6                | 124              | Gary Holmes               | Minnesota                     |
| 1982  | 7                | 147              | Dean Marquardt (en)       | Marquette                     |
| 1982  | 8                | 170              | Brian Nyenhuis (en)       | Marquette                     |
| 1982  | 9                | 193              | Kevin Smith (en)          | Michigan State                |
| 1982  | 10               | 214              | David Coulthard (en)      | York (Ontario)                |
| 1981  | 1                | 2                | Isiah Thomas              | Indiana                       |
| 1981  | 1                | 12               | Kelly Tripucka            | Notre Dame                    |
| 1981  | 4                | 71               | John May                  | South Alabama                 |
| 1981  | 4                | 89               | Donnie Ray Koonce (en)    | UNC Charlotte                 |
| 1981  | 5                | 94               | George DeVone (en)        | UNC Charlotte                 |
| 1981  | 6                | 117              | Vince Brookins (en)       | Iowa                          |
| 1981  | 7                | 140              | Greg Nance                | West Virginia                 |
| 1981  | 8                | 163              | Joe Schoen (en)           | Saint Francis                 |
| 1981  | 9                | 185              | Eddie Baker (en)          | Alcorn State                  |
| 1981  | 10               | 205              | Melvin Maxwell (en)       | Western Michigan              |
| 1980  | 1                | 17               | Larry Drew                | Missouri                      |
| 1980  | 2                | 45               | Brad Branson (en)         | SMU                           |
| 1980  | 3                | 64               | Jonathan Moore (en)       | Furman                        |
| 1980  | 4                | 70               | Darwin Cook               | Portland                      |
| 1980  | 5                | 93               | Tony Fuller (en)          | Pepperdine                    |
| 1980  | 6                | 116              | Tony Turner (en)          | Alaska–Anchorage              |
| 1980  | 7                | 139              | Carl Pierce (en)          | Gonzaga                       |
| 1980  | 8                | 161              | Leroy Loggins             | Fairmont State                |
| 1980  | 9                | 180              | Terry Dupris (en)         | Huron                         |
| 1979  | 1                | 4                | Greg Kelser               | Michigan State                |
| 1979  | 1                | 10               | Roy Hamilton              | UCLA                          |
| 1979  | 1                | 15               | Phil Hubbard              | Michigan                      |
| 1979  | 2                | 29               | Tony Price (en)           | Pennsylvania                  |
| 1979  | 3                | 48               | Terry Duerod              | Detroit                       |
| 1979  | 5                | 92               | Flintie Ray Williams (en) | UNLV                          |
| 1979  | 6                | 111              | Truman Claytor (en)       | Kentucky                      |
| 1979  | 7                | 132              | Ken Jones (en)            | Saint Mary's                  |
| 1979  | 8                | 150              | Rodney Lee (en)           | Memphis State                 |
| 1979  | 9                | 170              | Val Bracey (en)           | Central Michigan              |
| 1979  | 10               | 187              | Willie Polk (en)          | Grand Canyon                  |
| 1978  | 2                | 23               | Terry Tyler               | Detroit                       |
| 1978  | 2                | 29               | John Long (en)            | Detroit                       |
| 1978  | 5                | 95               | Dave Caligaris (en)       | Northeastern                  |
| 1978  | 6                | 117              | Audie Matthews (en)       | Illinois                      |
| 1978  | 7                | 138              | Herb Entzminger (en)      | Johnson C. Smith              |
| 1978  | 8                | 157              | Earl Evans (en)           | UNLV                          |
| 1978  | 9                | 174              | Ulice Payne (en)          | Marquette                     |
| 1978  | 10               | 189              | Dave Grauzer (en)         | Central Michigan              |
| 1977  | 2                | 36               | Ben Poquette              | Central Michigan              |
| 1977  | 3                | 58               | John Irving (en)          | Hofstra                       |
| 1977  | 4                | 80               | Bruce King (en)           | Iowa                          |
| 1977  | 5                | 102              | Jim Kennedy (en)          | Missouri                      |
| 1977  | 6                | 124              | Herb Nobles (en)          | Kansas                        |
| 1977  | 7                | 144              | Robert Lewis (en)         | Johnson C. Smith              |
| 1977  | 8                | 163              | Tim Appleton (en)         | Kenyon                        |
| 1976  | 1                | 4                | Leon Douglas              | Alabama                       |
| 1976  | 3                | 38               | Phil Sellers (en)         | Rutgers                       |
| 1976  | 4                | 55               | Scott Thompson (en)       | Iowa                          |
| 1976  | 5                | 72               | Jim Hearns (en)           | Marymount                     |
| 1976  | 6                | 90               | Russell Davis (en)        | Virginia Tech                 |
| 1976  | 7                | 108              | Curt Peterson (en)        | Puget Sound                   |
| 1976  | 8                | 126              | Randy Heary (en)          | Illinois State                |
| 1976  | 9                | 144              | Bill Martin               | Hartwick                      |
| 1976  | 10               | 161              | Bob Johnson               | Wisconsin                     |
| 1975  | 2                | 27               | Walter Luckett (en)       | Ohio                          |
| 1975  | 3                | 44               | Pete Trgovich (en)        | UCLA                          |
| 1975  | 4                | 64               | Lindsay Hairston (en)     | Michigan State                |
| 1975  | 5                | 81               | Cliff Pratt (en)          | Shaw                          |
| 1975  | 6                | 98               | Allen Spruill (en)        | North Carolina A&T            |
| 1975  | 7                | 118              | Ike Williams (en)         | Armstrong State               |
| 1975  | 8                | 135              | John Kelley (en)          | Dillard                       |
| 1975  | 9                | 151              | Terry Thomas (en)         | Detroit                       |
| 1975  | 10               | 169              | Mickey Fox (en)           | Saint Mary's (Canada)         |
| 1974  | 1                | 15               | Al Eberhard (en)          | Missouri                      |
| 1974  | 2                | 33               | Eric Money (en)           | Arizona                       |
| 1974  | 3                | 51               | Roland Grant (en)         | New Mexico State              |
| 1974  | 4                | 69               | Mickey Martin (en)        | Pittsburgh                    |
| 1974  | 5                | 87               | Joe Newman                | Temple                        |
| 1974  | 6                | 105              | Mike Sylvester            | Dayton                        |
| 1974  | 7                | 123              | Sammy High (en)           | Tulsa                         |
| 1974  | 8                | 141              | Greg Newman               | Drexel                        |
| 1974  | 9                | 158              | Gary Deitelhoff (en)      | Millikin                      |
| 1974  | 10               | 175              | Bill Ligon (en)           | Vanderbilt                    |
| 1973  | 3                | 44               | Dwight Lamar (en)         | Southwestern Louisiana        |
| 1973  | 3                | 50               | Larry Kenon               | Memphis State                 |
| 1973  | 4                | 61               | Ken Brady (en)            | Michigan                      |
| 1973  | 5                | 78               | Henry Wilmore (en)        | Michigan                      |
| 1973  | 6                | 95               | Dennis Johnson            | Ferris State                  |
| 1973  | 7                | 112              | Fred Smiley (en)          | Northwood                     |
| 1973  | 8                | 129              | Ben Kelso (en)            | Central Michigan              |
| 1973  | 9                | 145              | Bill Kelgore (en)         | Michigan State                |
| 1973  | 10               | 159              | Bob Solomon (en)          | Wayne State                   |
| 1973  | 11               | 171              | Len Paul (en)             | Akron                         |
| 1973  | 12               | 180              | Clarence Carlisle (en)    | Ferris State                  |
| 1972  | 1                | 9                | Bob Nash (en)             | Hawaii                        |
| 1972  | 2                | 17               | Chris Ford                | Villanova                     |
| 1972  | 4                | 51               | Ernie Fleming (en)        | Jacksonville                  |
| 1972  | 5                | 67               | Ernest Pettis (en)        | Western Michigan              |
| 1972  | 6                | 84               | Terry Benton (en)         | Wichita State                 |
| 1972  | 7                | 101              | Bruce Anderson (en)       | Arizona                       |
| 1972  | 8                | 117              | Ben Kelso (en)            | Central Michigan              |
| 1972  | 9                | 133              | Kessie Mangam (en)        | Ferris State                  |
| 1972  | 10               | 146              | Kent Hollenbeck (en)      | Kentucky                      |
| 1971  | 1                | 11               | Curtis Rowe               | UCLA                          |
| 1971  | 2                | 29               | Isaiah Wilson             | Baltimore                     |
| 1971  | 3                | 45               | Marv Roberts (en)         | Utah State                    |
| 1971  | 4                | 62               | Jarrett Durham (en)       | Duquesne                      |
| 1971  | 5                | 79               | Vincent White (en)        | Savannah State                |
| 1971  | 6                | 96               | Jim Larrañaga             | Providence                    |
| 1971  | 7                | 113              | Steve Kelly (en)          | Brigham Young                 |
| 1971  | 8                | 130              | Wayne Jones (en)          | Niagara                       |
| 1971  | 9                | 146              | Paul Botts (en)           | Central Michigan              |
| 1971  | 10               | 162              | Steve Butcher (en)        | Pikeville                     |
| 1971  | 11               | 177              | Larry Saunders (en)       | Duke                          |
| 1971  | 12               | 190              | Bob Horn (en)             | Drake                         |
| 1971  | 13               | 202              | Willie Roberson (en)      | Wyoming                       |
| 1971  | 14               | 212              | Art Davis (en)            | Johnson C. Smith              |
| 1971  | 15               | 221              | James Fleming (en)        | Alcorn State                  |
| 1971  | 16               | 228              | Fred Smiley (en)          | Detroit                       |
| 1971  | 17               | 232              | Leroy Jenkins (en)        | Detroit                       |
| 1971  | 18               | 235              | Ike Bundy (en)            | Lawrence Tech                 |
| 1971  | 19               | 237              | Ed Jenkins (en)           | Shaw                          |
| 1970  | 1                | 1                | Bob Lanier                | St. Bonaventure               |
| 1970  | 2                | 32               | Ken Warzynski (en)        | DePaul                        |
| 1970  | 3                | 37               | Bob St. Pierre (en)       | Hanover                       |
| 1970  | 3                | 47               | Jim Hayes (en)            | Boston University             |
| 1970  | 5                | 71               | Bill Jankans (en)         | Long Beach State              |
| 1970  | 6                | 88               | Seviro Brown (en)         | DePaul                        |
| 1970  | 7                | 105              | Marv Copeland (en)        | Michigan Lutheran High School |
| 1970  | 8                | 122              | Dan Issel                 | Kentucky                      |
| 1970  | 9                | 139              | Alex Wynn (en)            | Dartmouth                     |
| 1970  | 10               | 156              | Bruce Chapman (en)        | Nevada                        |
| 1970  | 11               | 172              | Rick Anhauser (en)        | North Carolina State          |
| 1970  | 12               | 185              | Don Ogletree (en)         | Cincinnati                    |
| 1970  | 13               | 195              | Ernest Hardy (en)         | Harvard                       |
| 1970  | 14               | 205              | Randy Smith               | Buffalo State                 |
| 1970  | 15               | 215              | Dennis Clark (en)         | Springfield                   |
| 1970  | 16               | 224              | Harvey Marlatt (en)       | Eastern Michigan              |
| 1969  | 1                | 4                | Terry Driscoll            | Boston College                |
| 1969  | 2                | 19               | Willie Norwood (en)       | Alcorn State                  |
| 1969  | 4                | 47               | Ted Wierman (en)          | Washington State              |
| 1969  | 5                | 61               | Steve Mix                 | Toledo                        |
| 1969  | 6                | 75               | Larry Jeffries (en)       | Trinity (TX)                  |
| 1969  | 7                | 89               | Steve Vandenberg (en)     | Duke                          |
| 1969  | 8                | 103              | Bob Arnzen (en)           | Notre Dame                    |
| 1969  | 9                | 117              | George Reynolds (en)      | Houston                       |
| 1969  | 10               | 131              | Bill English (en)         | Winston-Salem State           |
| 1969  | 11               | 145              | Rusty Clark (en)          | North Carolina                |
| 1968  | 1                | 6                | Otto Moore (en)           | Pan American                  |
| 1968  | 2                | 20               | Manny Leaks (en)          | Niagara                       |
| 1968  | 3                | 25               | Don Dee                   | St. Mary of the Plains        |
| 1968  | 4                | 42               | Rich Niemann (en)         | Saint Louis                   |
| 1968  | 5                | 56               | Carl Fuller (en)          | Bethune–Cookman               |
| 1968  | 6                | 70               | Wally Anderzunas (en)     | Creighton                     |
| 1968  | 7                | 84               | Larry Newbold (en)        | Long Island                   |
| 1968  | 8                | 98               | Harry Laurie (en)         | Saint Peter's (New Jersey)    |
| 1968  | 9                | 112              | Vaughn Harper (en)        | Syracuse                      |
| 1968  | 10               | 126              | Tom Baack (en)            | Nebraska                      |
| 1967  | 1                | 1                | Jimmy Walker              | Providence                    |
| 1967  | 1                | 4                | Sonny Dove (en)           | St. John's                    |
| 1967  | 2                | 14               | Steve Sullivan (en)       | Georgetown                    |
| 1967  | 3                | 21               | Darrell Hardy (en)        | Baylor                        |
| 1967  | 4                | 33               | Ronald Franz (en)         | Kansas                        |
| 1967  | 5                | 45               | Paul Long (en)            | Wake Forest                   |
| 1967  | 6                | 57               | Vaughn Harper (en)        | Syracuse                      |
| 1967  | 7                | 69               | Bobby Lloyd (en)          | Rutgers                       |
| 1967  | 8                | 81               | George Carter (en)        | St. Bonaventure               |
| 1967  | 12               | 125              | George Dalzell (en)       | Colgate                       |
| 1967  | 13               | 135              | Matt Aitch                | Michigan State                |
| 1966  | 1                | 2                | Dave Bing                 | Syracuse                      |
| 1966  | 2                | 12               | Dorie Murrey (en)         | Detroit                       |
| 1966  | 3                | 22               | Ollie Darden (en)         | Michigan                      |
| 1966  | 4                | 32               | Jeff Congdon (en)         | Brigham Young                 |
| 1966  | 5                | 42               | William Pickens (en)      | Georgia Southern              |
| 1966  | 6                | 52               | Carroll Hooser (en)       | SMU                           |
| 1966  | 7                | 61               | Ted Manning (en)          | North Carolina Central        |
| 1966  | 8                | 70               | George McNeil (en)        | Southern Illinois             |
| 1965  | Territorial pick | Territorial pick | Bill Buntin (en)          | Michigan                      |
| 1965  | 2                | 11               | Tom Van Arsdale           | Indiana                       |
| 1965  | 3                | 20               | Ron Reed (en)             | Notre Dame                    |
| 1965  | 4                | 29               | Jim King (en)             | Oklahoma State                |
| 1965  | 5                | 38               | Ted Manning (en)          | North Carolina Central        |
| 1965  | 6                | 47               | Barry Smith (en)          | High Point                    |
| 1964  | 1                | 2                | Joe Caldwell              | Arizona State                 |
| 1964  | 2                | 9                | Les Hunter (en)           | Loyola (Chicago)              |
| 1964  | 3                | 18               | Wali Jones                | Villanova                     |
| 1964  | 4                | 27               | Jim Davis (en)            | University of Colorado        |
| 1964  | 5                | 36               | Ray Wolford (en)          | Toledo                        |
| 1964  | 6                | 45               | Larry Phillips (en)       | Rice                          |
| 1964  | 7                | 54               | Jerry Jackson (en)        | Ohio                          |
| 1964  | 8                | 63               | Ralph Telken (en)         | Rockhurst                     |
| 1963  | 1                | 4                | Eddie Miles               | Seattle                       |
| 1963  | 2                | 12               | Jerry Smith (en)          | Furman                        |
| 1963  | 3                | 21               | Mike McCoy (en)           | Miami (FL)                    |
| 1963  | 4                | 30               | Dave Erickson             | Marquette                     |
| 1963  | 5                | 39               | Bill Small (en)           | Illinois                      |
| 1963  | 6                | 48               | Reggie Harding (en)       | Detroit Eastern High School   |
| 1963  | 7                | 57               | Ira Harge                 | New Mexico                    |
| 1963  | 8                | 66               | Gary Silc (en)            | Northern Michigan             |
| 1963  | 9                | 71               | Ernie Durston (en)        | Seattle                       |
| 1962  | Territorial pick | Territorial pick | Dave DeBusschere          | Detroit                       |
| 1962  | 2                | 11               | Kevin Loughery            | St. John's                    |
| 1962  | 3                | 20               | Harold Hudgens (en)       | Texas Tech                    |
| 1962  | 4                | 29               | Reggie Harding (en)       | Detroit Eastern High School   |
| 1962  | 5                | 38               | Lindbergh Moody (en)      | South Carolina                |
| 1962  | 6                | 47               | Ed Noe (en)               | Morehead State                |
| 1962  | 7                | 56               | John Bradley (en)         | Lawrence                      |
| 1962  | 8                | 64               | Mike Rice (en)            | Duquesne                      |
| 1962  | 9                | 73               | Bill Nelson (en)          | Hamline                       |
| 1962  | 10               | 82               | Glenn Moore (en)          | Oregon                        |
| 1961  | 1                | 4                | Ray Scott (en)            | Portland                      |
| 1961  | 2                | 12               | Johnny Egan               | Providence                    |
| 1961  | 3                | 26               | Doug Kistler (en)         | Duke                          |
| 1961  | 4                | 35               | George Finley (en)        | Tennessee State               |
| 1961  | 5                | 44               | Danny Doyle (en)          | Belmont Abbey                 |
| 1961  | 6                | 53               | Lee Patrone (en)          | West Virginia                 |
| 1961  | 7                | 62               | Burt Price (en)           | Wittenberg                    |
| 1961  | 8                | 71               | Walter Ward (en)          | Hampton                       |
| 1961  | 9                | 79               | Peter Baltic (en)         | Kent State                    |
| 1961  | 10               | 86               | Wayne Monson (en)         | Northern Michigan             |
| 1961  | 11               | 94               | Richard Kraft (en)        | Brockport State               |
| 1960  | 1                | 4                | Jackie Moreland           | Louisiana Tech                |
| 1960  | 2                | 12               | Ron Johnson (en)          | Minnesota                     |
| 1960  | 3                | 20               | Frank Case (en)           | Dayton                        |
| 1960  | 4                | 28               | Ken Remley (en)           | West Virginia Wesleyan        |
| 1960  | 5                | 36               | Willie Jones (en)         | Northwestern                  |
| 1960  | 6                | 44               | Bill Lowry (en)           | Christian Brothers            |
| 1960  | 7                | 52               | Douglas Moe               | North Carolina                |
| 1960  | 8                | 59               | Mike Yugovich (en)        | Youngstown State              |
| 1960  | 9                | 66               | Martin Holland (en)       | Kentucky Wesleyan             |
| 1960  | 10               | 73               | Joe Kennelly (en)         | Dayton                        |
| 1960  | 11               | 78               | Mel Peterson              | Wheaton (IL)                  |
| 1960  | 12               | 83               | Don Dobbert (en)          | Wheaton (IL)                  |
| 1960  | 13               | 87               | Lee Hopfenspirger (en)    | Hamline                       |
| 1959  | 1                | 2                | Bailey Howell             | Mississippi State             |
| 1959  | 2                | 7                | Tom Robitaille            | Rice                          |
| 1959  | 2                | 8                | Don Goldstein             | Louisville                    |
| 1959  | 3                | 16               | Gary Alcorn (en)          | Fresno State                  |
| 1959  | 4                | 24               | George Lee (en)           | Michigan                      |
| 1959  | 5                | 32               | Tony Windis (en)          | Wyoming                       |
| 1959  | 6                | 40               | Lou Jordan (en)           | Cornell                       |
| 1959  | 7                | 48               | Doug Smart (en)           | Washington                    |
| 1959  | 8                | 55               | Chuck Curtis (en)         | Pacific Lutheran              |
| 1959  | 9                | 61               | Doyle Edmiston (en)       | Hardin–Simmons                |
| 1959  | 10               | 67               | Bruno Boin (en)           | Washington                    |
| 1959  | 11               | 73               | M. C. Burton (en)         | Michigan                      |
| 1958  | 2                | 10               | Barney Cable (en)         | Bradley                       |
| 1958  | 3                | 18               | Roy DeWitz (en)           | Kansas State                  |
| 1958  | 4                | 26               | Ralph Croswaite (en)      | Western Kentucky              |
| 1958  | 5                | 34               | Hank Morano (en)          | Saint Peter's                 |
| 1958  | 6                | 42               | Shellie McMillon (en)     | Bradley                       |
| 1958  | 7                | 50               | Ed Blair (en)             | Western Michigan              |
| 1958  | 8                | 58               | Jack Quiggle (en)         | Michigan State                |
| 1958  | 9                | 65               | Harry Marske (en)         | North Dakota State            |
| 1958  | 10               | 71               | Pete Gaudin (en)          | Loyola (LA)                   |
| 1958  | 11               | 76               | Herb Merritt (en)         | Tennessee Tech                |
| 1958  | 12               | 80               | Jim Dew (en)              | Alabama State                 |
| 1957  | 1                | 2                | Charlie Tyra (en)         | Louisville                    |
| 1957  | 2                | 10               | Bob McCoy (en)            | Grambling                     |
| 1957  | 3                | 18               | Bill Ebben (en)           | Detroit                       |
| 1957  | 4                | 26               | Kurt Englebert (en)       | Saint Joseph's                |
| 1957  | 5                | 34               | Ron Kramer (en)           | Michigan                      |
| 1957  | 6                | 42               | Walt Acamushko (en)       | St. Francis                   |
| 1957  | 7                | 50               | Carl Boldt (en)           | San Francisco                 |
| 1957  | 8                | 57               | Doug Bolstorff (en)       | Minnesota                     |
| 1957  | 9                | 64               | Bob Lazor (en)            | Pittsburgh                    |

## Pistons de Fort Wayne (1948-1956)

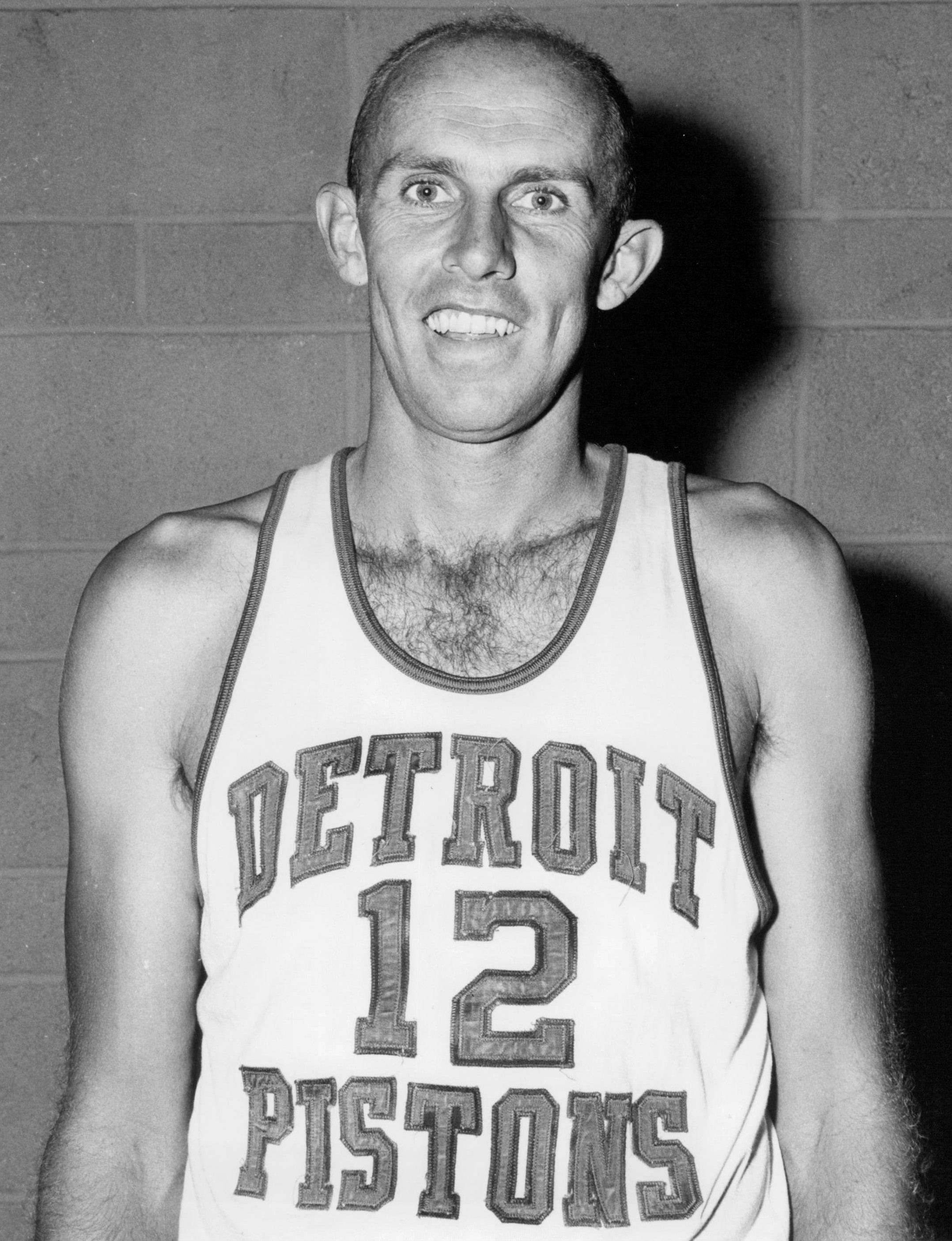
George Yardley, sélectionné en 1950.

| Année | Tour | Choix | Nom du joueur        | Provenance                                 |
| ----- | ---- | ----- | -------------------- | ------------------------------------------ |
| 1956  | 1    | 6     | Ron Sobieszczyk (en) | DePaul University                          |
| 1956  |      |       | Bruce Harris         | Tennessee Technological University         |
| 1956  |      |       | Bob Kessler (en)     | University of Maryland                     |
| 1956  |      |       | Joe Lieber           | College of the Holy Cross                  |
| 1956  |      |       | John Schlimm         | John Carroll University                    |
| 1956  |      |       | Charles Slack (en)   | Marshall University                        |
| 1956  | 3    | 22    | Bill Thieben (en)    | Hofstra University                         |
| 1955  | 1    | 6     | Johnny Horan (en)    | University of Dayton                       |
| 1955  | 2    | 13    | Jesse Arnelle (en)   | Pennsylvania State University              |
| 1955  | 3    | 22    | Ron Bennink (en)     | Washington State University                |
| 1955  | 4    | 29    | Dick Howard (en)     | Case Western Reserve University            |
| 1955  | 5    | 38    | Cleo Littleton (en)  | Wichita State University                   |
| 1955  |      |       | Don Belcher (en)     | Louisiana State University                 |
| 1955  |      |       | Tom Harrold (en)     | University of Colorado                     |
| 1955  |      |       | Happy Mahfouz        | Spring Hill College                        |
| 1955  |      |       | Tom Mixon (en)       | Mercer University                          |
| 1955  |      |       | Tom Mock (en)        | University of Colorado                     |
| 1955  |      |       | Bob Reiter (en)      | University of Missouri                     |
| 1955  |      |       | Ray Warren (en)      | Texas Christian University                 |
| 1954  | 1    | 4     | Dick Rosenthal (en)  | University of Notre Dame                   |
| 1954  | 2    | 13    | Arnold Short (en)    | Oklahoma City University                   |
| 1954  | 3    | 22    | B. H. Born           | University of Kansas                       |
| 1954  | 4    | 31    | Mel Thompson (en)    | North Carolina State University            |
| 1954  | 5    | 40    | Dutch Burch (en)     | University of Pittsburgh                   |
| 1954  | 6    | 49    | Charlie Kraak (en)   | Indiana University                         |
| 1954  | 7    | 58    | Bernie Janicki (en)  | Duke University                            |
| 1954  | 8    | 67    | Don Bielke (en)      | Valparaiso University                      |
| 1954  | 9    | 76    | Joel Hittleman (en)  | Loyola College Maryland                    |
| 1954  | 10   | 84    | Phil Larson (en)     | Brigham Young University                   |
| 1954  | 11   | 93    | Forrest Jackson (en) | Taylor University                          |
| 1953  | 1    | 3     | Jack Molinas         | Columbia University                        |
| 1953  |      |       | Jim Bingham (en)     | Eastern Kentucky University                |
| 1953  |      |       | Mike Bodnar (en)     | St. Bonaventure University                 |
| 1953  |      |       | Jim Bredar (en)      | University of Illinois at Urbana–Champaign |
| 1953  |      |       | George Glasgow (en)  | Fairleigh Dickinson University             |
| 1953  |      |       | William Hagan (en)   | Siena College                              |
| 1953  |      |       | Dean Kelley          | University of Kansas                       |
| 1953  |      |       | Norb Lewinski (en)   | University of Notre Dame                   |
| 1953  |      |       | Dick White (en)      | Eastern Kentucky University                |
| 1952  | 1    | 3     | Dick Groat (en)      | Duke University                            |
| 1952  |      |       | Bill Carlson (en)    | Fordham University                         |
| 1952  |      |       | Hal Cerra (en)       | Duquesne University                        |
| 1952  |      |       | Bob Clifton (en)     | University of Iowa                         |
| 1952  |      |       | Leo Corkery (en)     | St. Bonaventure University                 |
| 1952  |      |       | Monk Meineke         | University of Dayton                       |
| 1952  |      |       | Jim Ramstead (en)    | Université Stanford                        |
| 1952  |      |       | Lee Terrill (en)     | North Carolina State University            |
| 1951  | 1    | 4     | Zeke Sinicola (en)   | Niagara University                         |
| 1951  | 2    | 13    | Jack Kiley (en)      | Syracuse University                        |
| 1951  | 3    | 23    | Jake Fendley (en)    | Northwestern University                    |
| 1951  | 4    | 33    | Herb Hargett (en)    | Mississippi State University               |
| 1951  | 5    | 43    | Leo Johnson (en)     | University of Arizona                      |
| 1951  | 6    | 53    | Frank Clasbeek (en)  | University of Iowa                         |
| 1951  | 7    | 63    | Jim Ramstead (en)    | Université Stanford                        |
| 1951  | 8    | 73    | John Manning         | Duquesne University                        |
| 1950  | 1    | 7     | George Yardley       | Université Stanford                        |
| 1950  | 2    |       | Jim Riffey (en)      | Tulane University                          |
| 1950  | 3    |       | Art Burris (en)      | University of Tennessee                    |
| 1950  | 4    |       | Len Rzeszewski (en)  | Indiana State University                   |
| 1950  | 5    |       | Ed Thompson          | Kent State University                      |
| 1950  | 6    |       | Bob Metcalf          | Valparaiso University                      |
| 1950  | 7    |       | Ed Jones             | University of Tennessee                    |
| 1950  | 8    |       | Billy Adcock         | Vanderbilt University                      |
| 1950  | 9    |       | Al Henningsen        | Northwest Missouri State University        |
| 1949  | 1    | 3     | Bob Harris (en)      | Oklahoma State University                  |
| 1949  | 2    |       | John Oldham (en)     | Western Kentucky University                |
| 1949  | 3    |       | Fred Schaus          | West Virginia University                   |
| 1949  | 4    |       | Jerry Nagel (en)     | Loyola University Chicago                  |
| 1949  |      |       | Dal Zuber            | University of Toledo                       |
| 1948  | 1    | 8     | Ward Williams (en)   | Indiana University                         |
| 1948  |      |       | Bobby Cook (en)      | University of Wisconsin–Madison            |
| 1948  |      |       | Link Richmond        | University of Arizona                      |
| 1948  |      |       | Kenny Rollins        | University of Kentucky                     |
| 1948  |      |       | Murray Wier (en)     | University of Iowa                         |